# Archidium minutissimum
Archidium minutissimum är en bladmossart som beskrevs av Stone 1985. Archidium minutissimum ingår i släktet Archidium och familjen Archidiaceae. Inga underarter finns listade i Catalogue of Life.